# Eva Crosetta
Eva Crosetta (Castelfranco Veneto, 29 agosto 1976) è una conduttrice televisiva e autrice televisiva italiana.

## Biografia
È nata a Castelfranco Veneto, in provincia di Treviso. Durante i suoi studi classici agli Istituti Filippin di Paderno del Grappa scopre la passione per la filosofia e per il teatro, cominciando a recitare in alcune compagnie teatrali.
Dal teatro passa alla televisione e durante i suoi studi universitari in Giurisprudenza (in cui si laureerà) ha la sua prima esperienza in un'emittente televisiva veneta: Antenna Tre Nord-Est, in cui conduce programmi, montando e realizzando servizi che andranno in onda durante i Tg.
Nel 2006 arriva l’esordio sul piccolo schermo nazionale, alla postazione web e news di Buongiorno Gigliola, trasmissione condotta da Gigliola Cinquetti su RAI 1, in cui interagisce col pubblico a casa.
Nel 2008 abbandona gli studi televisivi per il ruolo da inviata: prima per Sabato & domenica (per cui segue più di 200 interventi chirurgici, nelle strutture ospedaliere italiane di eccellenza), poi per Unomattina e per Unomattina Estate
(per cui conduce la rubrica 'Riti e Misteri d'Italia' sulle feste popolari, e si collega da Salsomaggiore per il concorso di Miss Italia), tutte in onda su RAI 1.
Nella stagione 2008-2009 realizza e conduce servizi per Linea Verde Orizzonti, programma della domenica mattina su RAI 1. 
Successivamente arrivano anche le prime co-conduzioni televisive: nel 2009-2010 Linea Verde con Massimiliano Ossini su Rai 1 e nel 2012 Apprescindere con Michele Mirabella su RAI 3.
Nel 2012 è autrice e conduttrice di “Cartoline dall’Italia” su Marcopolo e nel 2013 di “Tendenze Casa”su Leonardo.
Sul canale EQUTV di Sky conduce anche trasmissioni che trattano il mondo dell’equitazione “Oggi e Domani” e “Donne a Cavallo” per Unire TV.
Nel 2017 conduce il primo programma de La 7 rivolto al mondo della salute “L’ora della Salute” in collaborazione con la Fondazione Umberto Veronesi.
Realizza due speciali di Moda su Rai 1 “Botteghe di Moda” e “Moda Design”.
Dal gennaio 2019 conduce Sulla via di Damasco prima su Rai 2 e dal 2022 su Rai 3.

## Televisione
- Buongiorno Gigliola Rai 1 2006-2007
- Sabato & domenica Rai 1
- Unomattina Rai 1
- Unomattina Estate Rai 1
- Linea Verde Orizzonti Rai 1 2008-2009
- Linea Verde Rai 1 2009-2010
- Apprescindere Rai 3
- Cartoline dall'Italia Marcopolo
- Tendenze Casa Leonardo
- Oggi e domani Horse TV
- Donne a Cavallo Unire TV
- L'ora della salute La 7
- Botteghe di Moda Rai 1
- Moda Design Rai 1
- Sulla via di Damasco Rai 2 2019-2022
- Sulla via di Damasco Rai 3 2022-2025

## Libri
- Eva Crosetta, Che colpa ne ho se sono nato in Congo all’ombra di un mango, Rizzoli, 2024.

## Premi
•	2023 Premio solidarietà Il coraggio di raccontare la vita - Simeri
•	2024 Premio giornalistico Monsignor Carlo Bordoni - Pavia
•	2024 Special Award - Moda Movie - Cosenza